# William R. Dickinson
William Richard Dickinson (* 26. Oktober 1931 in Tennessee; † 21. Juli 2015 in Nukuʻalofa, Tonga) war ein US-amerikanischer Geologe. Er war Professor emeritus der Geowissenschaften an der University of Arizona.

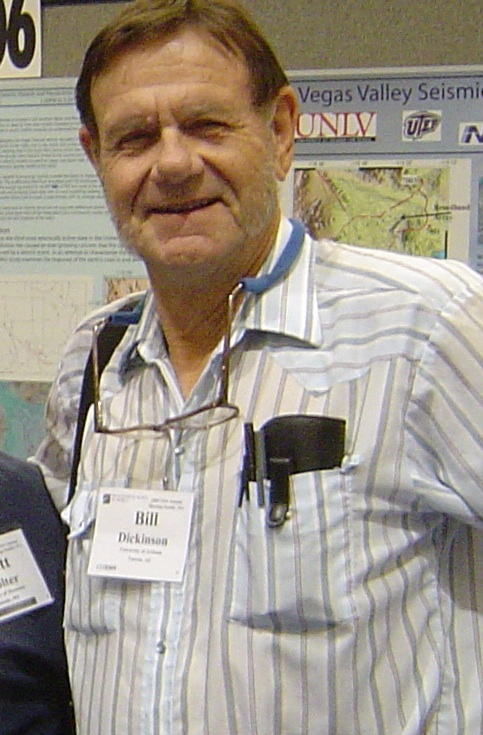
Bill Dickinson, 2004

## Leben
William „Bill“ Dickinson studierte an der Stanford University mit dem Bachelor-Abschluss 1952, dem Master-Abschluss 1956 und der Promotion in Geologie 1958. Danach war er Assistant Professor und später Professor an der Stanford University. Ab 1979 war er Professor an der University of Arizona, an der er 1991 emeritiert wurde.
Dickinson ist bekannt aufgrund seiner Arbeiten zur Plattentektonik, zur sedimentären Geologie und zur Geologie Ozeaniens (Verlauf der Küstenlinien im Holozän). Er gilt als Kenner der Geologie des Colorado-Plateaus. Ab 1970 entwickelte er eine Methode der Sedimentklassifikation unabhängig vom Italiener P. Gazzi (1966), Gazzi-Dickinson-Methode genannt. Dabei werden in einem Dünnschliff rund 500 Punkte zufällig ausgewählt und die Mineralklasse bestimmt. Das Sedimentgestein wird dann in einem von Dickinson eingeführten QFL-Diagramm eingeordnet, wobei Q für Quarz, F für Feldspat und L für Gesteinstrümmer (Lithics) steht. Das ist Teil einer genetischen Klassifizierung von Sedimentgesteinen, die im Gegensatz zu mehr konventionellen Klassifizierungen nach Mineralgehalt (wie die QFR-Methode von Robert Folk von 1974) die Entstehung des Gesteins auch im Rahmen plattentektonischer Prozesse berücksichtigt.

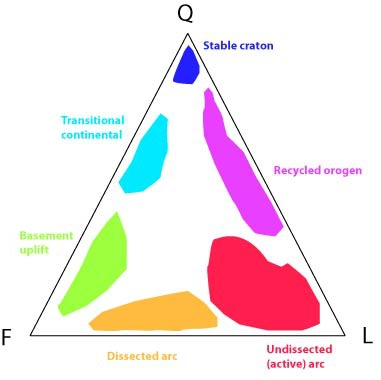
QFL Diagramm nach Dickinson

Dickinsons Forschungen umfassen neben geologischen Themen auch das Studium historischer und prähistorischer Tonscherben Ozeaniens. Im Laufe der Jahre hat er hunderte von Inseln im Pazifik besucht und dort Tonscherben zur radiometrischen Datierung gesammelt.
Er wohnte in Tucson in Arizona und lehrte an der University of Arizona, während er seine Forschung weiter verfolgte.
Dickinson war Mitglied der National Academy of Sciences und der American Association for the Advancement of Science und war 1994 Präsident der Geological Society of America.
Er war seit 1970 mit Jacqueline Klein verheiratet und hat vier Kinder.

## Ehrungen
- 1965 Guggenheim Fellow
- 1991 Penrose-Medaille der Geological Society of America
- 2001 William H. Twenhofel Medal der Society for Sedimentary Geology

## Schriften
- Interpreting detrital modes of graywacke and arkose, Journal of Sedimentary Petrology, Band 40, 1970, S. 695–707.
- Interpreting provenance relation from detrital modes of sandstones, in G. G. Zuffa (Hrsg.), Provenance of Arenites: NATO ASI Series, C 148, D. Reidel Publishing Company, Dordrecht, 1985, S. 333–363.
- mit C. A. Suczek: Plate tectonics and sandstone compositions, American Association of Petroleum Geologists Bulletin, Band 63, 1979, S. 2164–2182.
- als Herausgeber: Tectonics and sedimentation, American Association of Petroleum Geologists, 1974